# Bugrino (Archangelsk)
Bugrino (russisch Бугрино́) ist eine Siedlung auf der russischen Insel Kolgujew im Autonomen Kreis der Nenzen mit 424 Einwohnern (Stand 14. Oktober 2010). Der Ort befindet sich, wie die gesamte Insel Kolgujew, in einem Sperrgebiet und darf nur mit Genehmigung des FSB betreten werden.

## Geographie
Bugrino befindet sich im Süden der Insel Kolgujew, an der Pomorski-Meerenge (Поморский пролив) der östlichen Barentssee. Östlich des Ortes mündet der Fluss Bugrjanka in die Barentssee. Die Hauptstadt des Autonomen Kreises der Nenzen Narjan-Mar liegt etwa 200 km Luftlinie südöstlich von Bugrino.
Administrativ gehört Bugrino zum Sapoljarny rajon. Zudem ist es Verwaltungssitz und einziger ständig bewohnter Ort der Gemeinde Kolgujewski selsowet.

## Geschichte
Die Insel Kolgujew wurde bereits vor der russischen Eroberung, durch das Großfürstentum Moskau im 15. Jahrhundert, von Pomoren bewohnt. Allerdings gab es hier keine dauerhaften Siedlungen. Im Jahr 1776 erreichte ein Segelschiff des Mesener Altgläubigen Kotkin mit den ersten russischen Familien die Insel. Das Lager bestand jedoch nur ein Jahr, da mit Ausnahme von vier Personen alle 70 Siedler an Skorbut starben. Bugrino, der Name des Lagers, leitete sich vom Wort bugrana (буграна) ab, mit welchem im russischen Norden einfache Behausungen bezeichnet werden.
Anfang des 19. Jahrhunderts gelangten auch die ersten Nenzen auf die Insel. Die ersten Siedler lebten von der Rentierzucht, der Jagd von Landtieren und Meeressäugern sowie dem Fischfang. Im Jahr 1858 wurde Kolgujew bereits von mehr als 100 Menschen bewohnt. Das administrative Zentrum der Insel war seit dieser Zeit Bugrino. Auf Grund der nomadischen Lebensweise der Nenzen, lebten in Bugrino bis ins 20. Jahrhundert nur wenige Personen. Von den 104 Bewohnern Kolgujews im Jahr 1926 lebten nur sechs in der Siedlung.
Im Jahr 1924 entstand der Kolgujewski ostrownoi Sowet (Kolgujewer Inselsowjet) mit Sitz in Bugrino. Im Jahr 1936 wurden im Ort einige Wohnhäuser, eine Schulinternat, eine Bäckerei sowie ein Laden gebaut. Ab dieser Zeit begann sich die Inselbevölkerung vermehrt in Bugrino anzusiedeln.
Auf Grund der sowjetischen Kernwaffentests Mitte der 1950er Jahre auf Nowaja Semlja wurde der größte Teil der dort lebenden Nenzen, sowie ihre Rentiere, evakuiert und nach Kolgujew übersiedelt.
Im Jahr 1995 wurde der Kolgujewski selsowet als gleichnamige Gemeinde neu formiert. Seit dem Jahr 2005 ist Bugrino als Zentrum des Kolgujewski selsowet Teil des Sapoljarny rajon.

### Bevölkerungsentwicklung
| Jahr | Einwohner |
| ---- | --------- |
| 1926 | 6         |
| 2002 | 400       |
| 2010 | 424       |

Anmerkung: 2002 und 2010 Volkszählungsdaten

## Infrastruktur
Der Ort verfügt über einen Kindergarten, eine Grundschule, eine Bibliothek, ein Kulturhaus, ein Postbüro, ein Dieselkraftwerk, eine Wetterstation und einen Laden. Zudem gibt es einen Feldscher-Punkt (Фельдшерско-акушерский пункт), welcher die medizinische Grundversorgung sicherstellt.

## Wirtschaft und Verkehr
In Bugrino gibt es keine Industrie. Die Bevölkerung ist schwerpunktmäßig in der Rentierhaltung tätig.
Nahe dem Ort gibt es einen kleinen Flughafen, von dem aus regelmäßige Verbindungen per Antonow An-2 und Mi-8 nach Narjan-Mar bestehen. Von Bugrino aus führt ein Fahrweg zur, seit 1987 bestehenden, Erdöl-Arbeitersiedlung Pestschanka, bei der Erdöl-Lagerstätte Pestschanoosjorskoje. Pestschanka verfügt über einen eigenen Flughafen, über den regelmäßige Verbindungen nach Murmansk bestehen.

## Sperrgebiet
Bugrino gehört, wie weite Teile des Sapoljarny rajon, zur so genannten Grenzzone (Пограничная зона) der Russischen Föderation. In diesen Gebieten ist der Zugang sowohl für Russen als auch für Ausländer reglementiert. Genehmigungen für das Betreten dieser Gebiete werden vom FSB erteilt.